# Rrrrrr!!!
Rrrrrr!!! és una pel·lícula francesa de comèdia absurda del 2004 dirigida per Alain Chabat, que també va participar en el guió i en el repartiment. Ha estat doblada al català.

## Argument
La pel·lícula ens situa en l'època prehistòrica, en una tribu coneguda com la tribu del pèl net, i es deia així perquè posseïen la recepta per fer xampú. A la tribu tots es diuen "Pierre" (Pere, o pedra, en francès). D'altra banda està la tribu del pèl brut, que és la tribu enemiga, ja que volen robar-los la recepta del xampú.
La història se centra en dos personatges de la tribu del pèl net, un amb el pèl arrissat i un altre amb el pèl ros. En la tribu ha tingut lloc el primer assassinat de la història i entre ells, el cap de la tribu, el sanador i amb l'ajuda dels altres personatges de la tribu investigaran el crim. Mentrestant la filla del cap de la tribu dels pèl brut s'infiltra i sedueix al protagonista del pèl arrissat per aconseguir la recepta del xampú.

## Repartiment
- Marina Foïs: Gy
- Gérard Depardieu: cap de la tribu del pèl brut
- Jean Rochefort: Lucie
- Alain Chabat: sanador
- Pierre-François Martin-Laval: Pedra (pèl arrissat)
- Jean-Paul Rouve: Pedra (Ros)
- Elise Larnicol: la dona del cap dels pèl net.

## Rebuda
La pel·lícula té un 5,8 sobre 10 en IMDb amb 9.782 vots i compta amb un 82 % a Rotten Tomatoes.